# Oratorio di Santa Febronia
L'oratorio di Santa Febronia era un oratorio con annesso conservatorio. Situato nell'attuale corso Garibaldi, restano oggi del complesso poche rovine.

## Storia e descrizione
La fondazione dell'oratorio e conservatorio risale al 1644, quando fu fondata dal sacerdote Francesco Maria Grasso su autorizzazione del vescovo di Milano Cesare Monti comprando dei terreni appartenenti alla famiglia Nava, con lo scopo di accogliere fanciulle figlie di prostitute o di famiglie che non avessero i mezzi per sostenerle. Il conservatorio era diretto da una congregazione di monache orsoline. Il Latuada nel descrivere l'architettura specifica solamente la presenza di un solo altare nella chiesa. Dell'edificio, caduto in rovina, restano le mura perimetrali diroccate all'interno di un cortile privato in corso Garibaldi 79.